# 計時炸彈

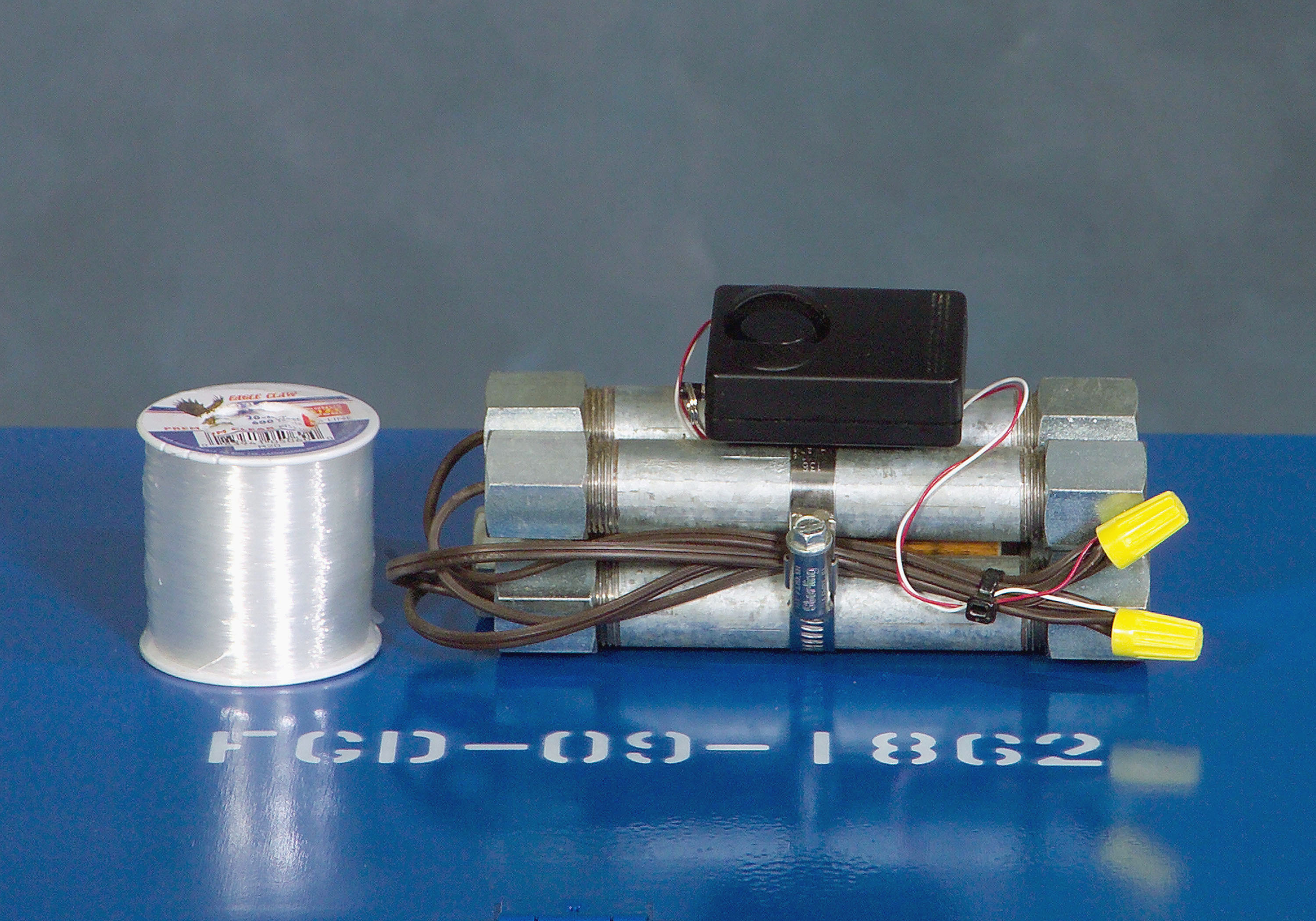
計時炸彈

計時炸彈，是定時爆炸的炸彈，是攻擊性武器，是炸彈引爆方式。
計時炸彈物理結構包括計時器、火線、引爆器及炸藥。